# ジョージ・カトリン (画家)

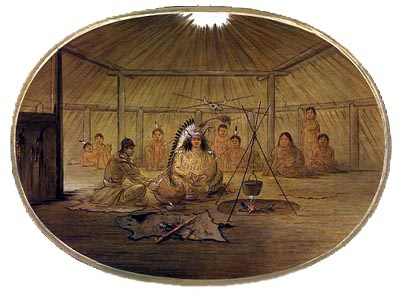
マンダン族の儀式、1835年頃

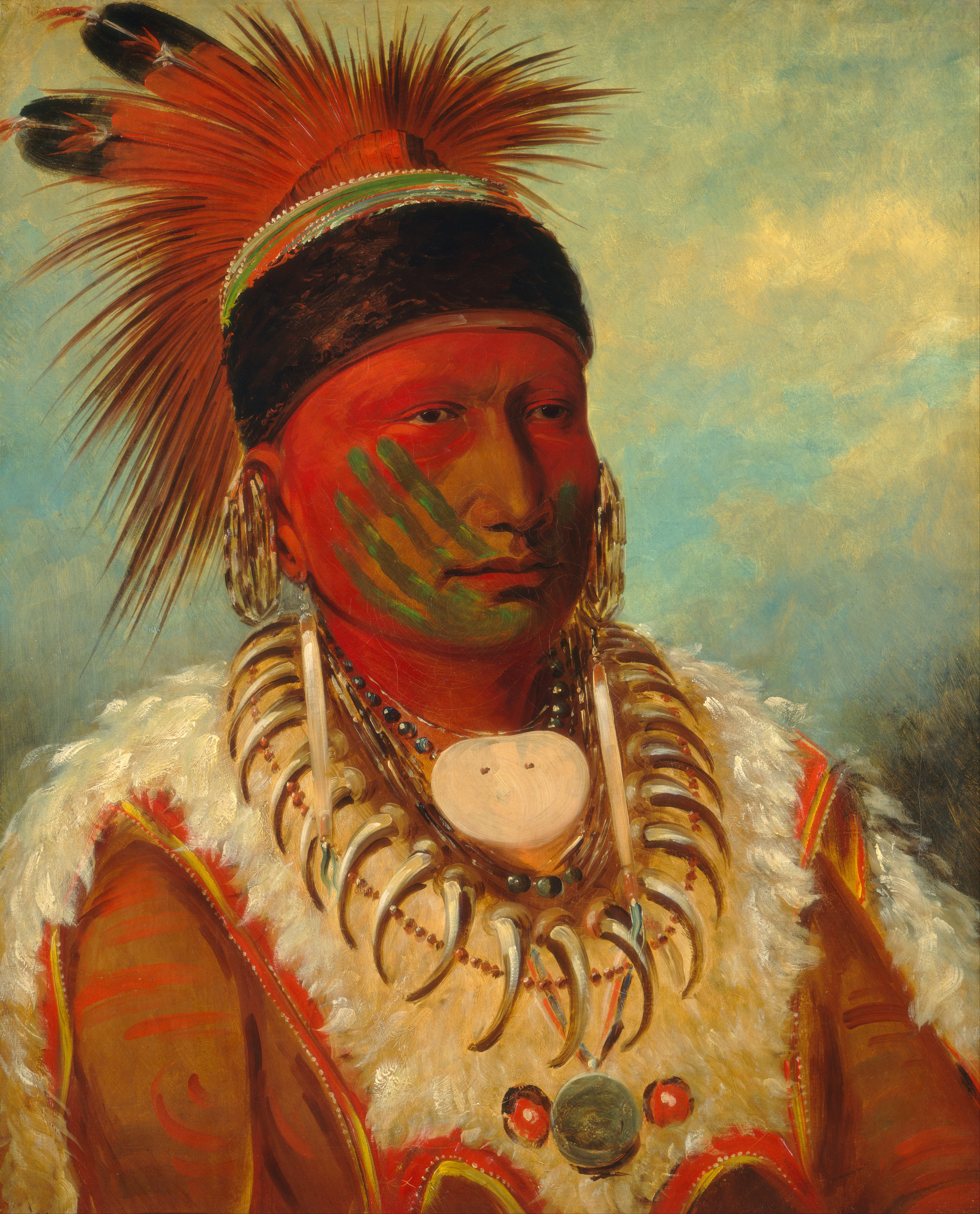
ホワイトクラウド、アイオワ族酋長

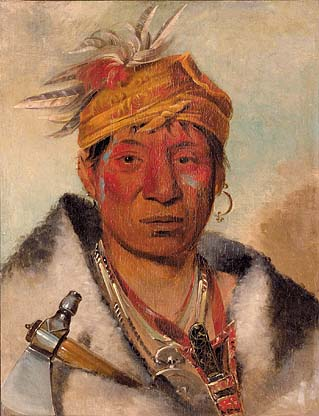
アーヨーネタクオアロン

ジョージ・カトリン（英: George Catlin、1796年7月26日-1872年12月23日）は、アメリカ合衆国西部開拓時代の画家、著作家、旅行家であり、インディアンの肖像を好んで描いた。

## 伝記
カトリンはペンシルベニア州ウィルクスバリで生まれた。ペンシルベニアで育つ間に、狩猟、漁労およびインディアンの工芸品を探すことに多くの時間を使った。インディアンに魅せられたことは母の影響であり、母は西部フロンティアの物語や、幼い少女時代にどのようにインディアンに捕まったかをカトリンに語った。何年か後にフィラデルフィアから色鮮やかな衣装に身を包んだインディアン集団が現れ、カトリンに強い印象を残した。カトリンは短期間弁護士をした後、インディアンの絵画集2冊を制作し、北、中央および南アメリカのインディアンの間を旅した時のことを記録した一連の本を出版した。フィラデルフィアでインディアンの代表団を訪問したことで火が付いたアメリカの「消えゆく民族」に対する興味を主張し、アメリカの先住民の外観や慣習を記録することを始めた。
カトリンは1830年にウィリアム・クラーク将軍がミシシッピ川上流のインディアン領地に外交的任務で訪れたのに同行した時からその旅を始めた。1830年から1836年の間に5回旅行し、最終的に50の部族を訪れたが、その間の基地はセントルイスになった。その2年後にはミズーリ川をユニオン砦まで3000 km 以上遡り、比較的にヨーロッパ文明にまだ触れていないインディアンの間で数週間を過ごした。この時は、南部ではポーニー族、オマハ族、およびポンカ族、北部ではマンダン族、ヒダーツァ族、シャイアン族、クロウ族、アシニボイン族およびブラックフット族など18部族を訪れた。そこはフロンティアの先端であり、カトリンの生涯の中でも最も生き生きとした洞察力のある肖像画を描いた。後にアーカンザス川、レッド川およびミシシッピ川に沿った旅やフロリダ州と五大湖地方を訪れた結果、500以上の絵画を制作し、またかなりの工芸品を収集した。
カトリンが1838年に東部に戻ったとき、これらの絵画や数多い工芸品をインディアン・ギャラリーとして集め、大衆への講義を始めたが、それがインディアンの間で過ごした時間の記憶を引き出すことになった。そのインディアン・ギャラリーを運んでピッツバーグ、シンシナティおよびニューヨークのような主要都市を回った。その絵画を左右上下に並べ、いわゆる「サロンスタイル」にしたことで大きな効果があった。観衆はカトリンのカタログに挙げられているフレームの番号でそれぞれの絵画を確認できた。その後間もなくその収集品をアメリカ合衆国政府に売るための生涯にわたる努力を始めた。移動するインディアン・ギャラリーは財政的に健全にしておくために必要な資金を集められなかったし、連邦議会はその作品を買い上げて欲しいという請願を当初拒んだので、1839年には収集品を持って大西洋を渡り、ヨーロッパの首都を回った。
興行師で起業家のカトリンは当初、ロンドン、ブリュッセルおよびパリの観客をそのインディアン・ギャラリーに惹き付けた。フランスの批評家で詩人のシャルル・ボードレールはカトリンの絵画について「カトリン氏は巧みな方法でこれら素晴らしい仲間の誇り、自由な性格および気高い表情を捉えた」と述べた。
カトリンの夢はその生涯の作品が無傷で保存されるように、そのインディアン・ギャラリーをアメリカ合衆国政府に売ることだった。ワシントンD.C.の様々な役人を説得しようという試みを続けたが失敗した。1852年には個人的負債のためにこのとき607点あった絵画を含むインディアン・ギャラリーを売り払うしかなかった。工業資本家のジョセフ・ハリソンが絵画と工芸品を手に入れ、安全な所としてフィラデルフィアの工場に保管した。カトリンは生涯の残る20年間、その収集品を再生しようと努めた。この2回目の絵画の集積は、彼が1830年代から書いた作品の線画に基づいていたために、「カートゥーン・コレクション」（下絵の集積）として知られている。
1841年、カトリンは『北アメリカ・インディアンの作法、慣習および状態』と題する本を、2巻で約300の版画を入れて刊行した。3年後には『カトリンの北アメリカ・インディアンのポートフォリオ』と題する25枚の図版を出版し、1848年には『ヨーロッパでの8年間の旅行と生活』を出版した。1852年から1857年には南アメリカと中央アメリカを旅し、その後極西部への遠征のために戻った。これら後年の記録は『ロッキー山脈とアンデス山脈のインディアンの中で最後の逍遙』（1868年）と『インディアンの中での私の生活』（N・G・ハンフリーズ編集、1909年）に含まれている。1872年、カトリンはスミソニアン博物館初代会長のジョセフ・ヘンリーの招きでワシントンD.C.に旅した。その年の暮れにニュージャージー州ジャージーシティで死ぬまで、カトリンはスミソニアン・"キャッスル"のスタジオで働いた。ハリソンの未亡人が1879年に500点以上あった初代インディアン・ギャラリーをスミソニアン博物館に寄付した。
1830年代のカトリンが描いた初代インディアン・ギャラリーのほぼ完全に近い収集品は現在、スミソニアン・アメリカ美術館の収集品となっている。約700点のスケッチはニューヨーク市のアメリカ自然史博物館に収められている。
カトリンが行った観察の幾つかについて、その正確さが問題にされてきた。例えば、ミネソタのパイプ石採石場を見た最初の白人であり、パイプ石はカトリナイトと名付けられたと主張した。カトリンはその場所の様々な様相について誇張しており、その訪問時の誇らしげな証言が、批評家をしてその採石場を調査した最初の白人という主張について論争を呼ぶことになった。カトリン以前に訪問した白人の記録としては、グロセリエとラディソン、ルイス・ヘネピン神父、ラホントン男爵などがあった。ルイス・クラーク探検隊は1805年の日誌にパイプ石採石場に言及していた。毛皮交易業者フィランダー・プレスコット1831年にこの地域に関する証言を書いていた。

## 家族
多くの歴史家やカトリンの子孫は、カトリンが2つの家族を持っていたと信じている。1つはアメリカ合衆国東海岸で認知していた家族だったが、もう一つはインディアンの女性との間に始めた遙か西部での家族だった。

## 小説の中で
- 小説家ラリー・マクマートリーはその連作『ベリーベンダーの物語』の中でカトリンを登場させている。
- ジェイムズ・アレクサンダー・トムはその歴史小説『最初の男の子供達』の中で、カトリンがマンダン族と共に生活した時のことを再現している。

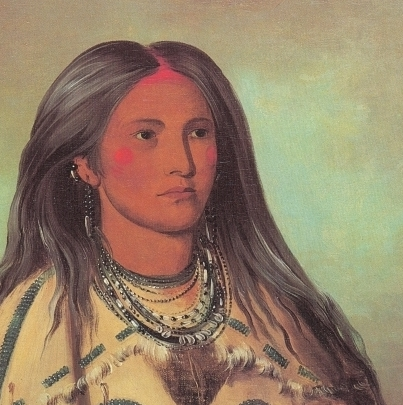
マンダン族の少女シャコカ
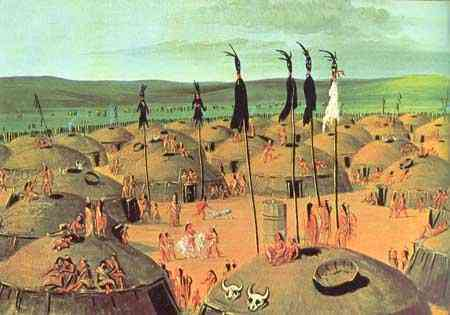
マンダン族の集落
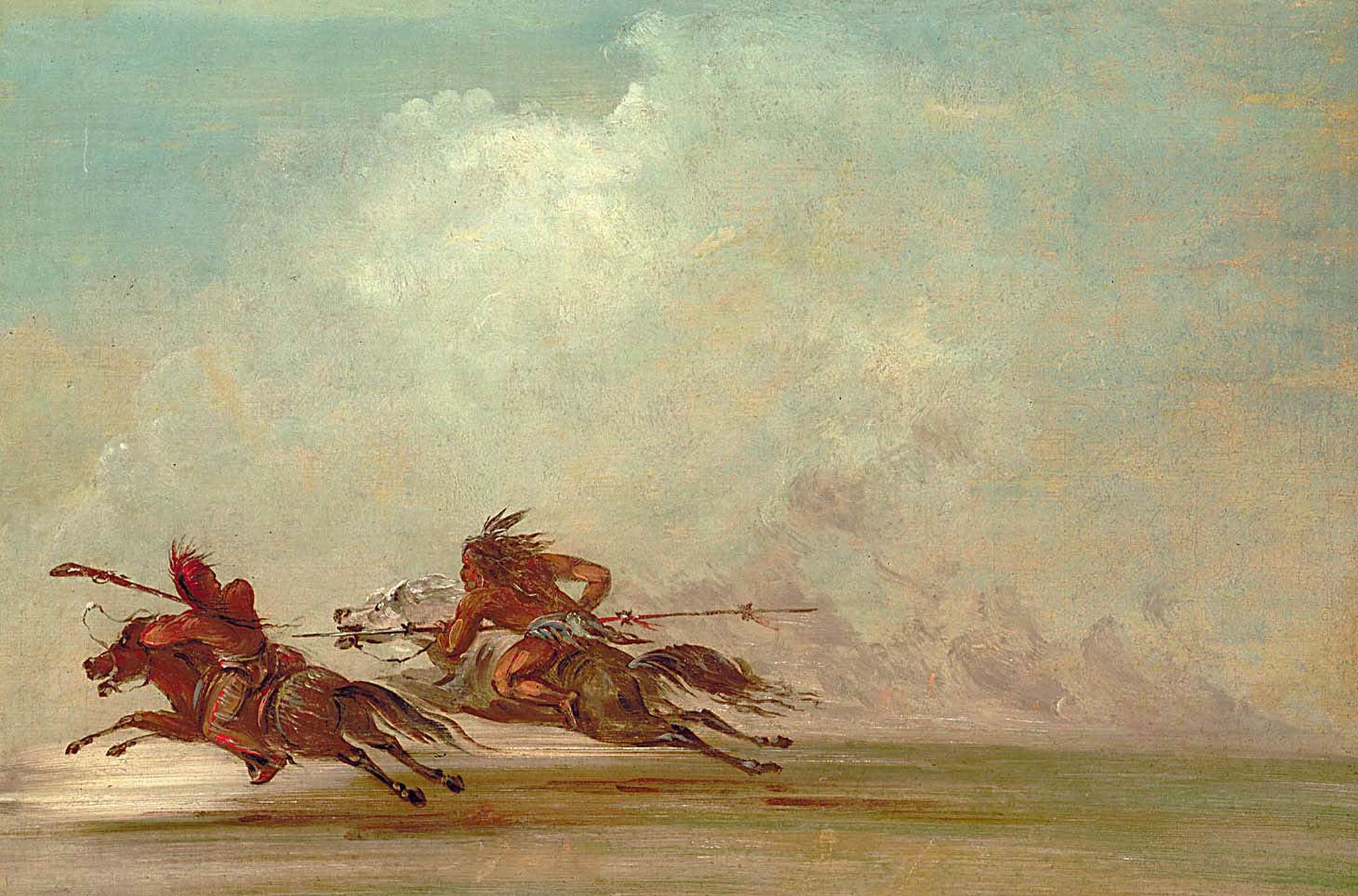
平原での戦闘
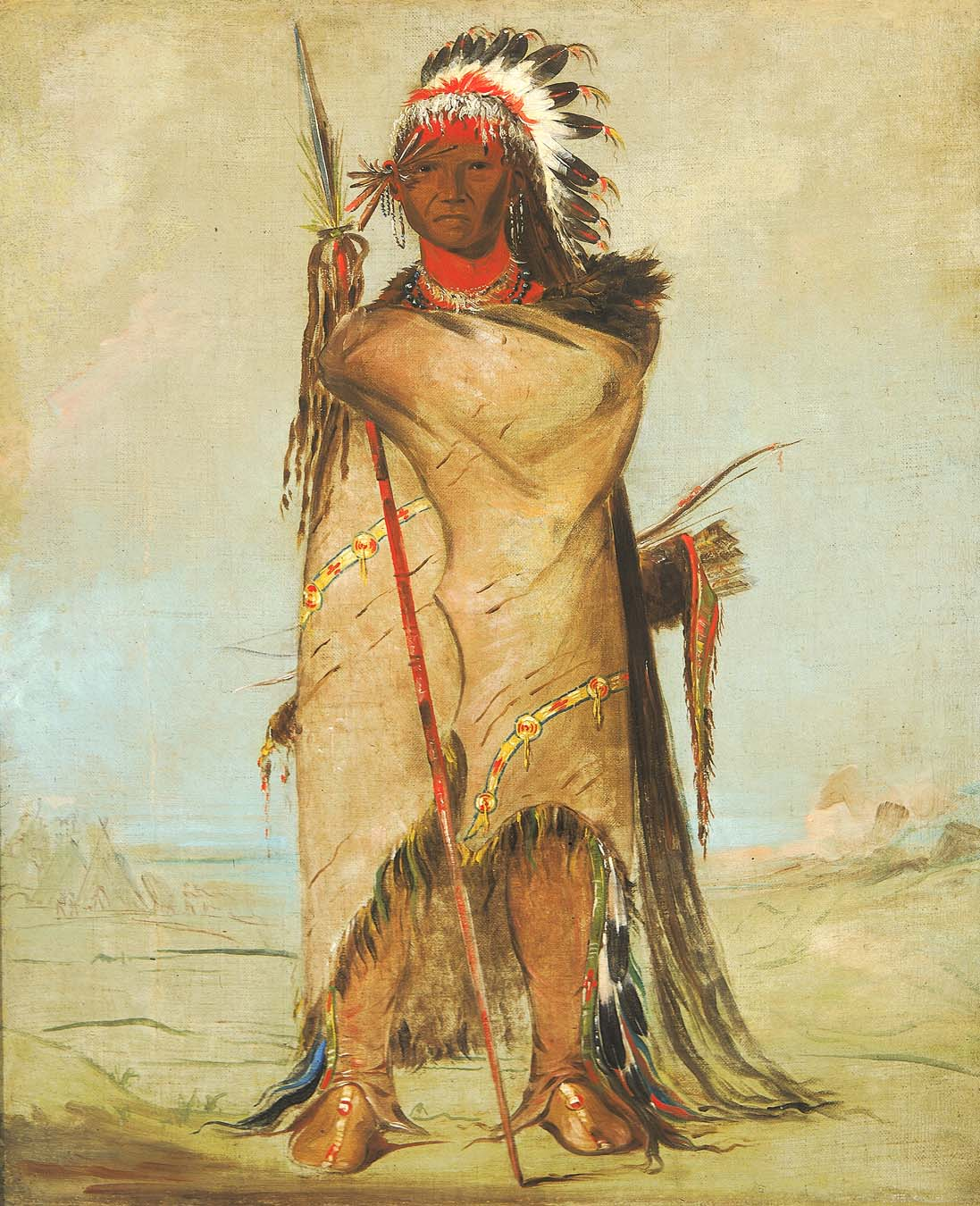
クロウ族の戦士